# Thiago Bertoldo
Guilherme Steffler Bertoldo, mais conhecido como Thiago Bertoldo ou Thiago (Ijuí, Rio Grande do Sul, 2 de agosto de 1989), é um cantor, compositor e músico brasileiro de música sertaneja.
Guilherme é mais conhecido como o Thiago da dupla sertaneja Thaeme & Thiago, formada com Thaeme Mariôto.

## Biografia
Filho de Rosângela Steffler e Mauro Bertoldo, Guilherme despertou o interesse pela música muito cedo. Aos quatro anos, ele já dava os primeiros passos na sanfona. Mas, como uma voz muito diferenciada e afinada, aos 10 anos se apresentava no Centro de Tradições Gaúchas da cidade e aos 13 anos formou dupla com o seu irmão Leonardo Bertoldo (Leko). Logo surgiu a oportunidade de entrar em uma banda de baile conceituada, o levando para outros estados e ganhando reconhecimento profissional. Em 2006, assumiu o vocal do grupo Os 4 Gaudérios até 2009, quando teve a oportunidade de assumir o vocal do Grupo Tradição, sendo este um grande desafio por substituir um cantor reconhecido nacionalmente (Michel Teló).
Com isso em 2013, Guilherme assumiu o nome artístico de Thiago, em dupla com a cantora Thaeme Mariôto (ganhadora do reality show Ídolos, do SBT) na nova formação de Thaeme & Thiago.
É torcedor do Grêmio Foot-Ball Porto Alegrense. 
Atualmente, a dupla lançou seu segundo DVD (Ethernize), onde Thiago é produtor do novo trabalho que foi sucesso nas rádios de todo o Brasil, contando com os grandes sucessos do DVD Novos Tempos, como "O Que Acontece na balada", "Coração Apertado", e o clipe que foi lançado em 2015, "Bem Feito".
Em 27 de abril de 2021, Thiago e sua namorada Geórgia Fröhlich foram anunciados como participantes da quinta temporada do reality show Power Couple Brasil da RecordTV. Eles foram o décimo casal eliminado do programa com 4,59% dos votos para ficar em uma D.R. contra Deborah Albuquerque & Bruno Salomão e Matheus Yurley & Mari Matarazzo, ficando em 4.º lugar na competição.

## Filmografia

### Televisão
| Ano  | Título              | Papel                    | Notas       | Ref.  |
| ---- | ------------------- | ------------------------ | ----------- | ----- |
| 2021 | Power Couple Brasil | Participante (4.º lugar) | Temporada 5 | [ 6 ] |

### Discografia
Com Leonardo Bertoldo:
• Cuiudinho Pocopó (2004) - Studio Master
• Uma Boquinha Pra Beijar (2005) - Studio Master
• Todinho Dela (2005) - Acit
Com os 4 Gaudérios:
• De Cara Nova (2008) - Independente
Com o Grupo Tradição:
• Caixinha de Surpresa (2009) - Som Livre
• Full Energy (2011) - Som Livre
• Tô de Férias - Ao Vivo no Luau (2012) - Som Livre